# Musab Kheder
Musab Kheder (en árabe: مصعب خضر‎; Sudán; 26 de septiembre de 1993) es un futbolista catarí nacido en Sudán. Juega de lateral derecho y su equipo actual es el Al-Sadd de la Liga de fútbol de Catar.

## Selección nacional
A nivel juvenil, Kheder disputó el Campeonato Sub-23 de la AFC 2016.
Debutó por la selección de la Catar el 9 de marzo de 2017 ante Azerbaiyán, por un encuentro amistoso. Formó parte del equipo que disputó la Copa de Oro de la Concacaf 2021; jugó el encuentro contra Panamá.

#### Participaciones en Copas del Mundo
| Mundial           | Sede  | Resultado      | Partidos | Goles |
| ----------------- | ----- | -------------- | -------- | ----- |
| Copa Mundial 2022 | Catar | Fase de grupos | 1        | 0     |

#### Participaciones en Copas Continentales
| Copa                               | Sede           | Resultado      |
| ---------------------------------- | -------------- | -------------- |
| Copa de Naciones del Golfo de 2017 | Kuwait         | Fase de grupos |
| Copa de Naciones del Golfo de 2019 | Catar          | Semifinales    |
| Copa de Oro de la Concacaf 2021    | Estados Unidos | Semifinales    |
| Copa Árabe de la FIFA 2021         | Catar          | Tercer lugar   |

## Clubes
| Club                   | País  | Año           |
| ---------------------- | ----- | ------------- |
| Al-Sadd                | Catar | 2012-presente |
| Al-Rayyan (a préstamo) | Catar | 2017          |
| Al-Arabi (a préstamo)  | Catar | 2018-2020     |

## Palmarés

### Títulos nacionales
| Título                  | Club      | País  | Año     |
| ----------------------- | --------- | ----- | ------- |
| Liga de fútbol de Catar | Al-Sadd   | Catar | 2012–13 |
| Liga de fútbol de Catar | Al-Sadd   | Catar | 2020-21 |
| Liga de fútbol de Catar | Al-Sadd   | Catar | 2021-22 |
| Copa del Emir de Catar  | Al-Sadd   | Catar | 2014    |
| Copa del Emir de Catar  | Al-Duhail | Catar | 2015    |
| Copa del Emir de Catar  | Al-Duhail | Catar | 2020    |
| Copa del Emir de Catar  | Al-Duhail | Catar | 2021    |